# راجنیتی
راجنیتی (به هندی: Raajneeti) فیلمی محصول سال ۲۰۱۰ و به کارگردانی پراکاش جها است. در این فیلم بازیگرانی همچون اجی دیوگن، رانبیر کاپور، نانا پاتیکار، کاترینا کایف، آرجون رامپال، مانوج باجپایی، سارا تامپسون، نصیرالدین شاه، شروطی ست ایفای نقش کرده‌اند.